# Portsmouth (Rhode Island)
Pour les articles homonymes, voir Portsmouth (homonymie).
Portsmouth est une ville (town) du comté de Newport, dans l'État américain de Rhode Island.
Si la ville elle-même occupe le nord-est de l'île Aquidneck dans la baie de Narragansett, sa municipalité englobe la moitié septentrionale de l'île (île qu'elle partage avec deux autres villes : Middletown et Newport), ainsi que la totalité de l'île Prudence.
La municipalité s'étend sur 59,33 milles carrés (153,66 km2), dont 22,98 milles carrés (59,52 km2) de terres.
La population était de 17 389 habitants en 2010.
La Portsmouth Abbey School se trouve sur le territoire de la municipalité, à l'ouest de la ville.

## Personnalités
- Julia Ward Howe poétesse, est morte à Portsmouth.
- Preserved Fish, commerçant de la marine marchande de New York au début du XIXe siècle, est né à Portsmouth.